# Колиба
Колиба е примитивно жилище, изградено от дървени пръти и покрито със слама или шума, най-често с триъгълна форма на входа. Среща се в лозята, нивите или в планините и служи за временен подслон. Високопланинските колиби поради суровия климат може да са изградени от дървени трупи и да имат дървен покрив. Въпреки това те остават малки по размер и примитивни.
Строят се бързо с налични материали от околността, които включват клони от дървета, слама, кал, листа или кожи. Колибите се използват от пастирите в планината когато стадата се извеждат да пасат. Работниците в плантациите или други временни селскостопански работници също може да ползват колиби.
- Колиби в Германия
- Колиба в Камерун
- Колиба в Индия